# Сапаев, Эрик Никитич
Э́рик Ники́тич Сапа́ев (4 марта 1932, Йошкар-Ола, РСФСР, СССР — 25 февраля 1963, Йошкар-Ола) — марийский композитор, автор первой марийской оперы «Акпатыр».

## Биография
Родился в Йошкар-Оле в семье служащих. Отец, Никита Никифорович, был партийным работником. В ноябре 1937 года он был репрессирован, и Вера Евдокимовна Сапаева с детьми уехала на его родину, в деревню Чобыково Новоторъяльского района. Там Эрик пошёл в школу. В детстве самостоятельно научился играть на гармони, балалайке, скрипке, исполняя мелодии марийских народных песен.
Окончил Йошкар-Олинское музыкальное училище им. И. С. Палантая (1952), Казанскую консерваторию (1958). Похоронен на Марковском кладбище в Йошкар-Оле.

## Творчество
Автор первой марийской оперы «Акпатыр» (премьера 5 апреля 1963 года в Йошкар-Оле), симфонических (Концерт для скрипки с оркестром, Симфониетта, Торъяльская сюита), камерно-инструментальных, вокальных произведений, музыки к спектаклям и песен.

## Награды
- Премия Марийского комсомола имени Олыка Ипая (1968)
- Государственная премия Марийской АССР (1970, посмертно).

## Память
Его именем названы Марийский государственный театр оперы и балета и Новоторъяльская школа искусств.